# جامع الصاحبية
جامع الصاحبية من المعالم التأريخية الأثرية في حلب، بني عام 1930 قرب خان الوزير. تمتاز مدينة «حلب» بوجود أكثر من ألف مسجد وجامع فيها، تمثل أربعة عشر قرناً من مختلف العهود الإسلامية.